# الژبیتا یندژیفسکا
اِلژبیتا یندژیفسکا (لهستانی: Elżbieta Jędrzejewska؛ زادهٔ ۱۵ اکتبر ۱۹۶۸) بازیگر و صداپیشه اهل لهستان است.
از فیلم‌ها یا مجموعه‌های تلویزیونی که وی در آن‌ها نقش داشته است، می‌توان به طایفه، عشق اول، ع چون عشق و قانون حقیقی اشاره نمود.